# Juan José Frangie
Juan José Frangie Saade (Guadalajara, 9 de julio de 1959) es un empresario y político mexicano, actual militante de Movimiento Ciudadano. Fue director general del Club Deportivo Guadalajara y de Tecos F. C. También fue Jefe de Gabinete del Ayuntamiento de Zapopan durante las administraciones de Pablo Lemus en los periodos de 2015 a 2018 y 2018 a 2020. 
En 2021 tomó protesta como Presidente Municipal de Zapopan, se desempeñó en el cargo hasta febrero del 2024.

## Vida personal
Nació el 9 de julio de 1959 en Guadalajara, Jalisco. Es hijo de José Frangie Fiñeñus y Yamile Saade, migrantes del Líbano. Su madre tenía una dulcería en Plaza del Sol.  
Estudió Administración de Empresas en la Universidad Panamericana, cuenta con una Maestría en el Instituto Panamericano de alta Dirección de Empresas AD2 (IPADE Business School). 

## Trayectoria profesional
Se desempeñó como director general de Dulces Árabes y de Fábrica de Dulces Árabes de 1975 a 1989. En ese periodo también fue presidente y director de Chocolates Verona (1982-1987). Desde 1984 a la fecha, es presidente y director de Grupo Sandy’s.
Fue fundador de Jóvenes Empresarios a nivel nacional, cuando Manuel Clouthier estuvo a la cabeza de la Coparmex (1978-1980).
Fue vicepresidente de Coparmex Jalisco de 1999 a 2002, un año más tarde ocupó el cargo de presidente de esta confederación (gestión 2003-2005). 

### Directivo de equipos de fútbol
Fue director general de Chivas de 2005 a 2007, con Jorge Vergara. En este periodo resalta la participación de los Rojiblancos en el Torneo de Apertura 2006, así como dos Semifinales de Copa Libertadores  en 2005 y en la Copa Libertadores 2006. 
A través de Grupo BBB (Brands Business Builders), tuvo una alianza estratégica con el club deportivo Estudiantes Tecos desde mayo del 2009 hasta diciembre del 2011. El principal objetivo era brindar una nueva identidad al equipo de futbol.
También fue vicepresidente comercial de 2014 a 2015 de los Leones Negros de la Universidad de Guadalajara.

## Trayectoria política
Sucedió a Elías Rangel Ochoa en el cargo de Jefe de Gabinete del Ayuntamiento de Zapopan durante las administraciones 2015-2018 y 2018-2020 de Pablo Lemus Navarro, también candidato del partido Movimiento Ciudadano y presidente municipal de Zapopan. Durante la  administración  2016-2018 se presentó como eje estratégico la Ciudad  de las Niñas y los Niños.  

### Precandidato
Registró su precandidatura por la alcaldía de Zapopan en diciembre de 2020, camino al Proceso Electoral Federal 2020-2021, por lo que solicitó una licencia a su cargo. Paulina del Carmen Torres Padilla asumió el puesto como Encargada de Despacho de la Jefatura de Gabinete, durante el periodo de precampañas electorales.

### Candidato a alcaldía de Zapopan
El 26 de enero, Ricardo Rodríguez lo designó como el candidato de Movimiento Ciudadano para contender por el Ayuntamiento de Zapopan en las elecciones estatales de Jalisco de 2021.
El 8 de febrero de 2021 se registró un ataque en un restaurante del municipio de Zapopan y en medios digitales se corrió la voz de que Frangie se encontraba presente en el lugar, sin embargo, el político lo desmintió a través de sus redes sociales.